# Ród Asakura
Ród Asakura (jap. 朝倉氏 Asakura-shi) – feudalny klan japoński, potomkowie księcia Kusakabe (662-689), drugiego syna cesarza Temmu (631-686). W okresie Sengoku byli rodziną daimyō z prowincji Echizen.

Kamon rodu Asakura

Pod koniec XVI wieku wraz z klanem Azai należeli do grupy przeciwników Nobunagi Ody. Zostali pokonani w bitwie nad rzeką Ane (jap. 姉川の戦い Ane-gawa no tatakai) w 1570 r. Większość członków rodu została zamordowana przez wojska Ody w trakcie oblężenia zamku Ichijōdani należącego do Yoshikage Asakury (1573). 
Kagetake Asakura, który po klęsce rodu przeszedł na stronę Ody, zginął w czasie tłumienia powstania ikkō-ikki (zbrojny bunt) w prowincji Echizen.  

## Członkowie rodu
- Toshikage Asakura (1428-1481)
- Sadakage Asakura (1473-1512)
- Norikage Asakura (1474-1552)
- Takakage Asakura (1493-1546)
- Yoshikage Asakura (1533-1573)
- Kagetake Asakura (1536-1575)